# VAK-308
Il VAK-308 fu uno squadrone di rifornimento aereo tattico della Marina degli Stati Uniti. Lo squadrone venne istituito il 2 maggio 1970 come squadrone tattico di guerra elettronica VAQ-308, ribattezzato VAK-308 il 1 ° ottobre 1979 e sciolto il 30 settembre 1988.

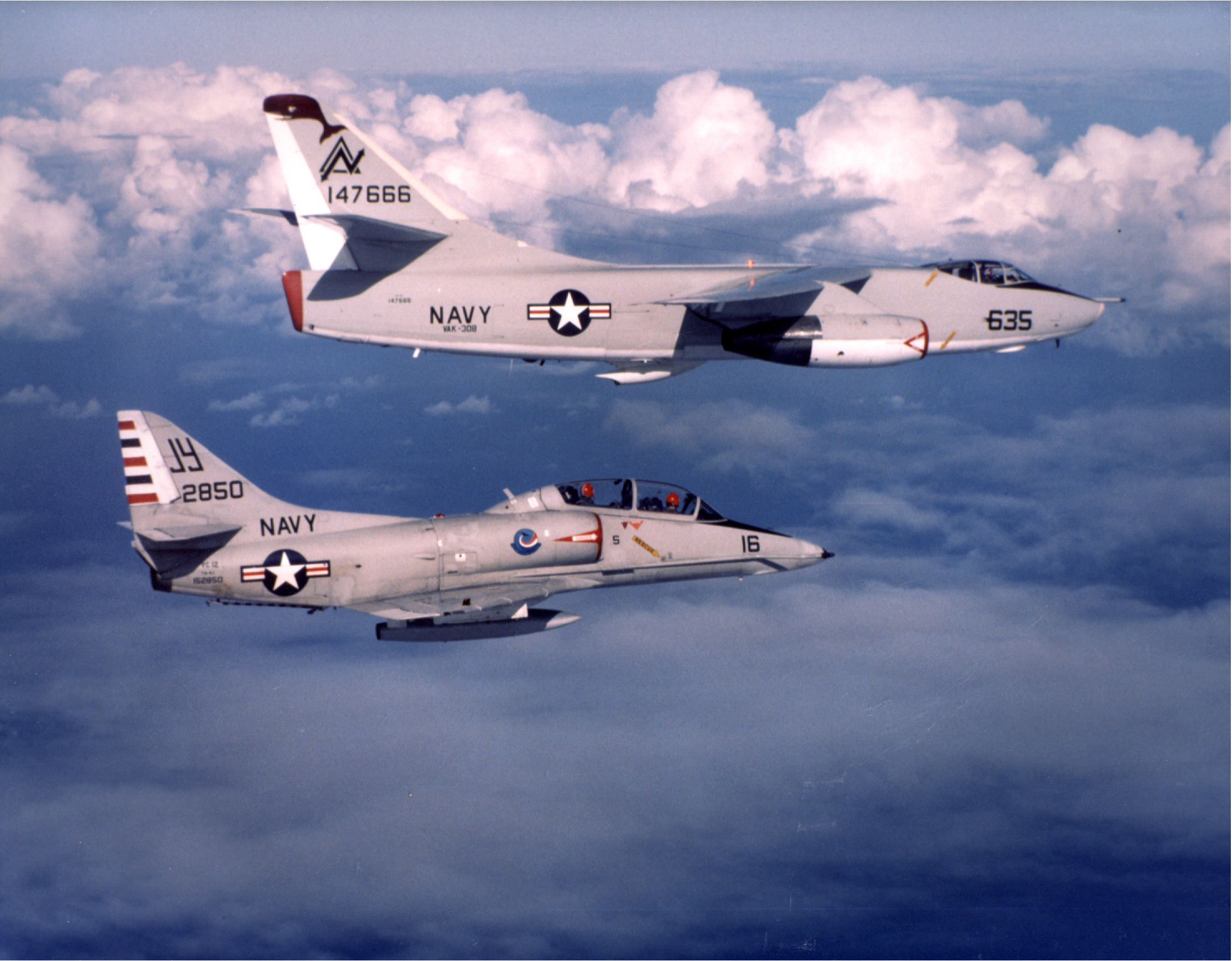
Un KA-3B del VAK-308 con un TA-4J del VC-12 negli anni '70

## Storia operativa
Lo squadrone venne istituito come parte di una riorganizzazione intesa ad aumentare la prontezza al combattimento della Naval Air Reserve Force. Doveva fornire guerra elettronica, rifornimento in volo e servizio di consegna a bordo di portaerei delle flotte dell'Atlantico e del Pacifico e ad altre unità in tutto il mondo. Il VAK-308 operò in numerose operazioni, comprese quelle durante la guerra indo-pakistana del 1971, la guerra dello Yom Kippur e l'invasione turca di Cipro. Durante le sue operazioni fu imbarcato su molte diverse portaerei.